# Quartsextakkord
Ein Quartsextakkord ist ein Klang, der über einem Basston mindestens eine Quarte und mindestens eine Sexte (jeweils in beliebiger Oktavlage) enthält. Hinzutreten können Oktavverdopplungen des Basstons. Beispiele:
Die Bezeichnung stammt aus der Generalbassschrift: Abweichend von der „normalen“ Schichtung von Terz und Quinte zum Terz-Quint-Klang werden hier Quarte und Sexte zum Quart-Sext-Klang geschichtet. Angezeigt wird dieser Intervallaufbau durch die übereinandergestellten Ziffern 6 und 4 beim Basston.
Wird ein Dreiklang zweimal umgekehrt, ergibt sich dadurch ein Quartsextakkord. Nicht in jeder Situation ist es aber sinnvoll, einen Quartsextakkord als 2. Dreiklangsumkehrung aufzufassen.

## Konsonanz oder Dissonanz

### Musiktheoretische Betrachtung

#### Kontrapunkt
Die häufige Einordnung des Sextakkords als konsonant und des Quartsextakkords als dissonant rührt von den frühen Kontrapunktregeln her, nach denen Terz und Sexte über einem Basston als konsonant, die „primäre Quarte“ (Quarte über einem Basston) hingegen als dissonant betrachtet wurden.

#### Auffassungsdissonanz
Trotz der akustischen Makellosigkeit des Quartsextakkords wird er in bestimmten Fällen (siehe unten) als dissonant (Auffassungsdissonanz) und auflösungsbedürftig empfunden. Dieses Auflösungsbestreben wurde zum Beispiel in Instrumentalkonzerten der Klassik gerne als Spannungsmoment eingesetzt, um Aufmerksamkeit für die improvisatorische Kadenz des Solisten zu erregen. Dieser Fall entspricht dem Vorhaltsquartsextakkord.
Die hier empfundene Dissonanzspannung ist jedoch nicht in der Struktur des Akkords selbst begründet, sondern in der Position, die dem Akkord innerhalb der Kadenz zukommt. Dass in solchen Fällen der Basston oft starkes Gewicht bekommt, indem er durch meist oktavierte Bässe verstärkt wird, soll dabei die Stellung des Akkordes und damit seine Position innerhalb der Kadenz verdeutlichen.
In der Sprache der Klausellehre ausgedrückt hat der Bass die Position der Paenultima der Bassklausel inne, die beiden anderen Akkordtöne repräsentieren jeweils die Station der Antepaenultima der Sopran- (im Fall der Quarte) bzw. Tenorklausel (im Fall der Sexte über dem Basston). Es geht also um eine Station innerhalb der Kadenz, bei der noch nicht in allen strukturellen Stimmen die Ultima erreicht wurde. Sie repräsentiert zur Zeit der frühen Mehrstimmigkeit die Station größtmöglicher Konsonanz. Diese strukturellen Zusammenhänge wirken sich auch auf später komponierte Musik, die darin enthaltene kadenzielle Harmonik und dadurch letztlich auch auf unser heutiges Empfinden für das Ende eines Abschnittes oder Stückes aus. Die Tatsache, dass z. B. die musikalische Situation Quartsextvorhalt einer Fortführung oder Auflösung bedarf – das heißt, dass wir das so empfinden –, liegt demnach in der musikalischen Syntax und unserem hörpsychologischen Umgang damit begründet. Zusammenfassend geht es hierbei um die auf Hörerfahrung basierende und musikhistorisch im abendländischen Musikkontext gewachsene Auffassung einer Dissonanz.

### Physikalische Betrachtung
Akustisch lässt sich der Dissonanzcharakter des Quartsextakkords, solange er dreitönig in enger Lage vorliegt, nicht verifizieren. Denn da er nur konsonante Intervalle (Quart, große Sext und große Terz) enthält, besteht kein unmittelbarer Grund, ihn als dissonant anzusehen. Ein solcher könnte allenfalls noch in Dissonanzreibungen der mitschwingenden Obertöne oder Differenztöne zu suchen sein.
Die folgende Oberton- und Differenztonanalyse zeigt, dass der Quartsextakkord akustisch sogar einen höheren Konsonanzgrad aufweist als der Sextakkord, der aus musiktheoretischer Perspektive als konsonant gilt.

#### Obertonanalyse

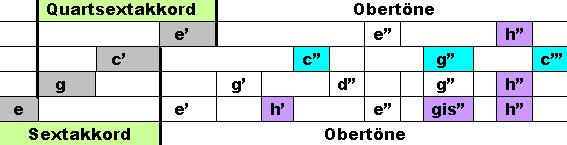

Bei dem in der nebenstehenden Grafik dargestellten C-Dur-Quartsextakkord (g-c′-e′) ergibt sich eine Dissonanz (kleine Sekunde) zwischen dem dreigestrichenen c (dritter Oberton des c′) und dem zweigestrichen h (zweiter Oberton des e′ und vierter Oberton des g).
Der Vergleich mit den Verhältnissen des ebenfalls dargestellten Sextakkords zeigt, dass bei diesem die Reibung einer kleinen Sekunde bereits in einem tieferen Bereich der Obertonreihen auftritt, nämlich zwischen dem h′ (zweiter Oberton des e) und dem c″ (erster Oberton des c′). Hinzu kommt ein weiterer Konflikt zwischen dem gis″ (vierter Oberton des e) und dem doppelten g″ als Oberton der beiden anderen Akkordtöne.

#### Differenztonanalyse
Die Betrachtung der Differenztöne (1. Ordnung) ergibt folgendes Bild:
Sextakkord (e - g - c′)

- Die Terz e-g erzeugt den Differenzton C1.
- Die Quart g-c′ liefert das C eine Oktave höher.
- Die Sext e-c′ ergibt als Differenzton das G.

Quartsextakkord (g - c′ - e′)

- Die Quart g-c′ liefert den Differenzton C.
- Die Terz c′-e′ ergibt den gleichen Ton C.
- Die Sext g-e′ erzeugt das c eine Oktave höher.

In beiden Fällen ergeben die Differenztöne zusammen mit dem Akkord ein vollkommen konsonantes Klangbild, wobei der Gesamtklang beim Sextakkord etwas dunkler und farbiger, beim Quartsextakkord etwas heller und reiner ist.

### Wahrnehmung
Die beiden kontextabhängigen Interpretationen als Dissonanz oder Konsonanz haben zur Folge, dass auch die im Folgenden aufgeführten verschiedenen Verwendungsmöglichkeiten des Quartsextakkords unterschiedlich stark von Musiktheorie bzw. Physik abhängig sind. Während in den erstgenannten Fällen der satztechnische Zusammenhang entscheidend ist, man also tendenziell eine Dissonanz im Sinne des Tonsatz wahrnimmt – obwohl man akustisch eine Konsonanz hört –, so überwiegt gerade in neuerer Musik der physikalische Aspekt, da die klassischen Konventionen und die Syntax des Tonsatz nach und nach an Bedeutung verlieren. Gleichwohl haftet hier dem Empfinden von Konsonanz in vielen Fällen wiederum die Historie des Quartsextakkordes als Dissonanz an. Für Komponisten im 19. und 20. Jahrhundert öffnet sich damit auch eine Möglichkeit, in unterschiedlichen ästhetischen oder stilistischen Zusammenhängen unterschiedlich stark mit diesen beiden Polen des Quartsextakkordes zu spielen. Jede Wahrnehmung – ob konsonant oder dissonant – bleibt in der Musik letztlich immer eine individuelle und ist vom jeweiligen musikalischen Erfahrungsschatz des Hörers abhängig. Bei Musik der letzten zwei Jahrhunderte dürften sich die Wahrnehmungen daher tendenziell stärker unterscheiden, als in der Zeit davor, in der das satztechnische Gefüge die Hörerwartungen und damit die Wahrnehmung von Quartsextakkorden dominierte.

## Verwendung des Quartsextakkordes

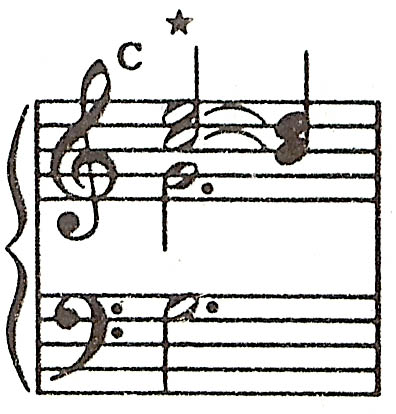
Vorhaltsquartsextakkord

### Vorhaltsquartsextakkord
Werden die Terz und Quinte eines Klanges vorgehalten, indem sie durch Quarte und Sexte ersetzt werden, so spricht man von einem Vorhaltsquartsextakkord. Die Funktions- sowie Stufentheorie gehen bei der Bezeichnung dieses Akkordes daher nicht von einer Dreiklangsumkehrung aus, sondern vom Grundton (= Basston) der Harmonie, die mit einem Quartsextvorhalt versehen ist.
Insbesondere in der Kadenz findet der Vorhaltsquartsextakkord als Dominant-Vorhalt häufige Verwendung. In diesem Zusammenhang wird er auch kadenzierender Quartsextakkord genannt.
Der Vorhaltsquartsextakkord tritt immer auf betonter Zählzeit auf.

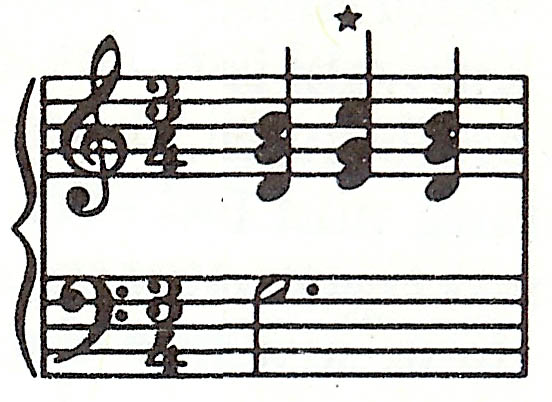
Wechselquartsextakkord

### Wechselquartsextakkord
Besteht ein Quartsextakkord aus der Kombination zweier Wechselnoten, so spricht man von einem Wechselquartsextakkord.

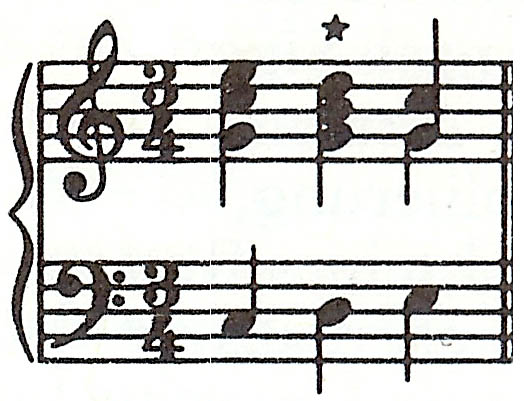
Durchgangsquartsextakkord

### Durchgangsquartsextakkord

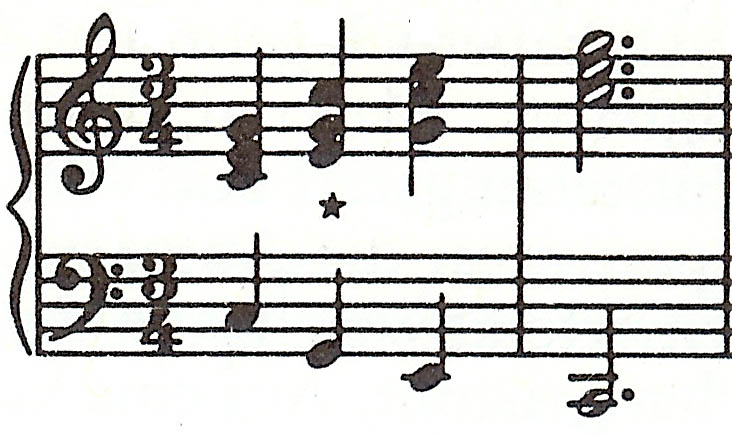
Umkehrungsquartsextakkord

Erscheint ein Quartsextakkord als Durchgangsakkord, indem z. B. sein Basston sich wie eine Durchgangsnote verhält, so spricht man von einem Durchgangsquartsextakkord.

### Umkehrungsquartsextakkord
Wenn die Bassstimme bei gleichbleibender Funktion auf unbetonter Zählzeit in die Quinte der Harmonie springt, so spricht man von einem Umkehrungsquartsextakkord. Dieser tritt häufig in Märschen, volkstümlicher Musik oder einfacher Tanzmusik auf, wo oft der Basston zwischen Grundton und Quinte des Akkords wechselt (Wechselbass). Da ein solcher Quartsextakkord auf einer anderen strukturellen Ebene stattfindet als beispielsweise ein Durchgangsquartsextakkord, dürfte er zumeist als konsonant empfunden werden.

### „Schwebeklang“
Ohne erkennbares Auflösungsbestreben wird der Quartsextakkord bisweilen (und dann meist in repetierter Form) zum Beispiel in Liedbegleitungen verwendet, um den Eindruck einer „schwebenden“ Leichtigkeit zu erzielen. In den meisten Fällen erscheint jedoch im näheren Umfeld ein Basston, durch den klar wird, dass es dabei nicht um einen strukturell für den Tonsatz wichtigen Quartsextakkord geht, sondern dieser lediglich ein ästhetisches Gestaltungsmittel auf der musikalischen Oberfläche ist.
Beispiele:
- Schubert: An die Musik op. 88 Nr. 4
- Schumann: Die Lotosblume aus Myrthen op. 25

### Schlussakkord
In neuerer Musik begegnet man dem Quartsextakkord auch gelegentlich als Schlussakkord.
Beispiele:
- Beethoven: 7. Symphonie: 2. Satz (Auch hier ist der Quartsextakkord nur ein Rest, der auf der Oberfläche übrig bleibt, nachdem der strukturell wichtige Grundton im Bass zuvor bereits erklungen ist.)
- Modest Mussorgski: Bilder einer Ausstellung: Die Tuilerien
- Strawinski: Histoire du soldat (Großer Choral)
- Hindemith: Ludus tonalis: Fuga nona in B[2]